# 中西一清
中西 一清（なかにし いっせい、1947年〈昭和22年〉9月19日 - 2018年〈平成30年〉11月20日）は、フリーアナウンサー、ラジオパーソナリティ。

## 来歴
山口県立下関工業高等学校電気科を経て北九州市立大学卒業後の1972年4月、RKB毎日放送へ入社。同期に生野文治と石上正憲がいる。
RKBでは主にラジオ番組で活動していたが、2007年9月に定年を迎えた。
定年後も逝去前までパーソナリティーとしてRKB専属で活動していた。
「朝どれラジオ」をがんによる病気療養のため休演していたが、2018年12月29日放送の「朝どれラジオ」最終回のエンディングで2018年11月20日に死去したことが発表された。
2019年2月にはお別れの会が行われた。

## 出演番組

### テレビ
- 夕方どんどん - 2002年4月 - 2003年3月
- 元気by福岡
- 朝のホットライン RKBホットラインアナ

#### ラジオ
- 歌謡曲ヒット情報（1976年10月から2年間）
- スマッシュ!!11
- 中西一清スタミナラジオ - 1996年10月 - 2014年3月28日
- 中西一清 朝どれラジオ - 2014年4月5日 - 2018年12月29日
- セカンドライフ満喫ラジオ「セイルオン!サンデー」 - 2014年4月6日 - 2015年3月
- 情報BOX955→朝の情報BOX